# Odú-zengőlégy

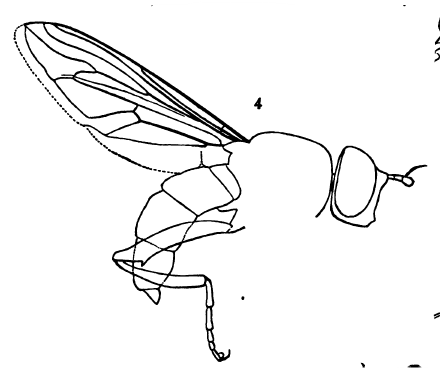
Hím Spilomyia interrupta szárnyának felépítése

A odú-zengőlégy (Spilomyia) a zengőlegyek (Syrphoidea) öregcsaládjában a névadó zengőlégyfélék (Syrphidae) család herelégyfélék (Eristalinae) alcsaládjába sorolt darázszengőlégy-rokonúak (Milesiina) nemzetségének egyik neme 36 2004-ig leírt fajjal. További új fajok főleg a trópusi égövben várhotók

## Származása, elterjedése
Legtöbb faja a holarktikus faunaterületen él. Onnan a délkeletnek átjutott az indo–maláj biorégióba, a újvilági faunatartományba (Neotroposz)  pedig a nagy amerikai faunacsere alkalmával jutott át egészen Argentínáig. Európában 6 fajukat ismerjük plusz egyet Észak-Afrikában. 2017-ig Magyarországon három fajuk bizonyított, egy (Spilomyia digitata) valószínűsíthető:
- háromfoltú odú-zengőlégy (Spilomyia diophthalma)
- ékfoltú odú-zengőlégy (Spilomyia manicatus)
- keskenysávú odú-zengőlégy (Spilomyia saltuum)

## Megjelenése, felépítése
Közepes vagy nagyobb (11–17 mm-es) zengőlégy. Torát és potrohát sárga sávok-foltok díszítik, amivel a redősszárnyú darazsakra (Vespidae) hasonlít.

## Életmódja, élőhelye
Lárvái alapvetően fák odvaiban, lombos fák nedves korhadékában fejlődnek, de moha és kő alatt is találták már őket. Feltételezik, hogy az elhalt, de még nem korhadó fákban is megélnek.